# 佐用町
佐用町（日语：／ Sayō chō */?）是位於日本兵庫縣西部的行政區劃。
轄區位於中國山地東端，主要為山林地，千種川由中央區域自北往南通過，主要市區位於其支流佐用川沿岸。在南部與龍野市、上郡町相鄰處為播磨科學公園都市，設有大型同步輻射設施SPring-8及兵庫縣立西播磨天文台等學術研究機構。

## 人口
| 佐用町人口分布圖 |                                               |  |
| 佐用町與日本全國年齡別人口分布比較圖 （2005年資料） | 佐用町的年齡、男女別人口分布圖 （2005年資料） |  |
| ■紫色是佐用町 ■綠色是全国 | ■藍色是男性 ■紅色是女性                       |  |
| 佐用町人口變化 \| 1970年 \| 26,410人 \| \| \| 1975年 \| 25,600人 \| \| \| 1980年 \| 24,874人 \| \| \| 1985年 \| 24,516人 \| \| \| 1990年 \| 23,827人 \| \| \| 1995年 \| 23,341人 \| \| \| 2000年 \| 22,337人 \| \| \| 2005年 \| 21,012人 \| \| \| 2010年 \| 19,265人 \| \| \| 2015年 \| 17,510人 \| \| \| 2020年 \| 15,863人 \| \| |                                               |  |
| 資料來源：日本總務省統計中心提供之人口普查數據 |                                               |  |
| 1970年 | 26,410人                                      |  |
| 1975年 | 25,600人                                      |  |
| 1980年 | 24,874人                                      |  |
| 1985年 | 24,516人                                      |  |
| 1990年 | 23,827人                                      |  |
| 1995年 | 23,341人                                      |  |
| 2000年 | 22,337人                                      |  |
| 2005年 | 21,012人                                      |  |
| 2010年 | 19,265人                                      |  |
| 2015年 | 17,510人                                      |  |
| 2020年 | 15,863人                                      |  |

## 歷史
現在的主要市區過去是連結播磨和出雲的出雲街道及連結因幡的因幡街道的交會點，因此過去便以宿場町的形式而繁榮。
14世紀起，赤松氏的分支別所氏在此先後建築了利神城、白旗城、上月城；16世紀末，織田信長發動的中國征伐期間，也在此發生了上月城之戰。
江戶時代初期為池田氏姬路藩的領地，1615年一度由池田氏分支單獨分出設立平福藩，1631年再次因池田氏內部的異動而成為幕府直轄領地；17世紀末森可成的子孫被封至此成立了三日月藩，一直至江戶時期結束，此地大部分區域皆屬於三日月藩的領地。
19世紀廢藩置縣後，此地先後隸屬三日月縣、姬路縣、飾磨縣，直到1876年才整併到現在的兵庫縣。1889年日本實施町村制之初，現在的轄區範圍在當時分屬：佐用村、長谷村、平福村、江川村、幕山村、西庄村、久崎村、中安村、德久村、大廣村、三日月村、石井村、三河村等13個村。經歷1950年代的昭和大合併後，被整併為佐用町、上月町、三日月町、南光町四個行政區劃；2000年代的平成大合併中， 這四個町再次被整併為現在的佐用町。

### 變遷表
| 1889年4月1日 | 1889年-1926年 | 1926年-1944年         | 1944年-1954年         | 1954年-1989年          | 1954年-1989年          | 1989年-現在          | 現在                 |
| ------------ | ------------- | --------------------- | --------------------- | ---------------------- | ---------------------- | -------------------- | -------------------- |
| 石井村       | 石井村        | 石井村                | 石井村                | 1955年3月1日 佐用町    | 1955年3月1日 佐用町    | 2005年10月1日 佐用町 | 2005年10月1日 佐用町 |
| 佐用村       | 佐用村        | 1928年10月1日 佐用町  | 1928年10月1日 佐用町  | 1955年3月1日 佐用町    | 1955年3月1日 佐用町    | 2005年10月1日 佐用町 | 2005年10月1日 佐用町 |
| 長谷村       |               |                       |                       | 1955年3月1日 佐用町    | 1955年3月1日 佐用町    | 2005年10月1日 佐用町 | 2005年10月1日 佐用町 |
| 平福村       | 平福村        | 1928年10月1日 平福町  | 1928年10月1日 平福町  | 1955年3月1日 佐用町    | 1955年3月1日 佐用町    | 2005年10月1日 佐用町 | 2005年10月1日 佐用町 |
| 江川村       |               |                       |                       | 1955年3月1日 佐用町    | 1955年3月1日 佐用町    | 2005年10月1日 佐用町 | 2005年10月1日 佐用町 |
| 幕山村       | 幕山村        | 幕山村                | 幕山村                | 1955年3月25日 上月町   | 1958年6月15日 上月町   | 2005年10月1日 佐用町 | 2005年10月1日 佐用町 |
| 西村         |               |                       |                       | 1955年3月25日 上月町   | 1958年6月15日 上月町   | 2005年10月1日 佐用町 | 2005年10月1日 佐用町 |
| 久崎村       | 久崎村        | 1940年3月1日 久崎町   | 1940年3月1日 久崎町   | 1940年3月1日 久崎町    | 1958年6月15日 上月町   | 2005年10月1日 佐用町 | 2005年10月1日 佐用町 |
| 大廣村       | 大廣村        | 大廣村                | 大廣村                | 1955年3月31日 三日月町 | 1955年3月31日 三日月町 | 2005年10月1日 佐用町 | 2005年10月1日 佐用町 |
| 三日月村     | 三日月村      | 1934年4月1日 三日月町 | 1934年4月1日 三日月町 | 1955年3月31日 三日月町 | 1955年3月31日 三日月町 | 2005年10月1日 佐用町 | 2005年10月1日 佐用町 |
| 中安村       | 中安村        | 中安村                | 中安村                | 1955年7月20日 南光町   | 1955年7月20日 南光町   | 2005年10月1日 佐用町 | 2005年10月1日 佐用町 |
| 德久村       |               |                       |                       | 1955年7月20日 南光町   | 1955年7月20日 南光町   | 2005年10月1日 佐用町 | 2005年10月1日 佐用町 |
| 三河村       |               |                       |                       | 1955年7月20日 南光町   | 1955年7月20日 南光町   | 2005年10月1日 佐用町 | 2005年10月1日 佐用町 |

## 交通

### 鐵路
- 西日本旅客鐵道（JR西日本）
  - 姬新線：（←龍野市） - 三日月車站 - 播磨德久車站 - 佐用車站 - 上月車站 - （美作市→）
- 智頭急行
  - 智頭線：（上郡町） - 久崎車站 - 佐用車站 - 平福車站 - 石井車站 - （美作市→）

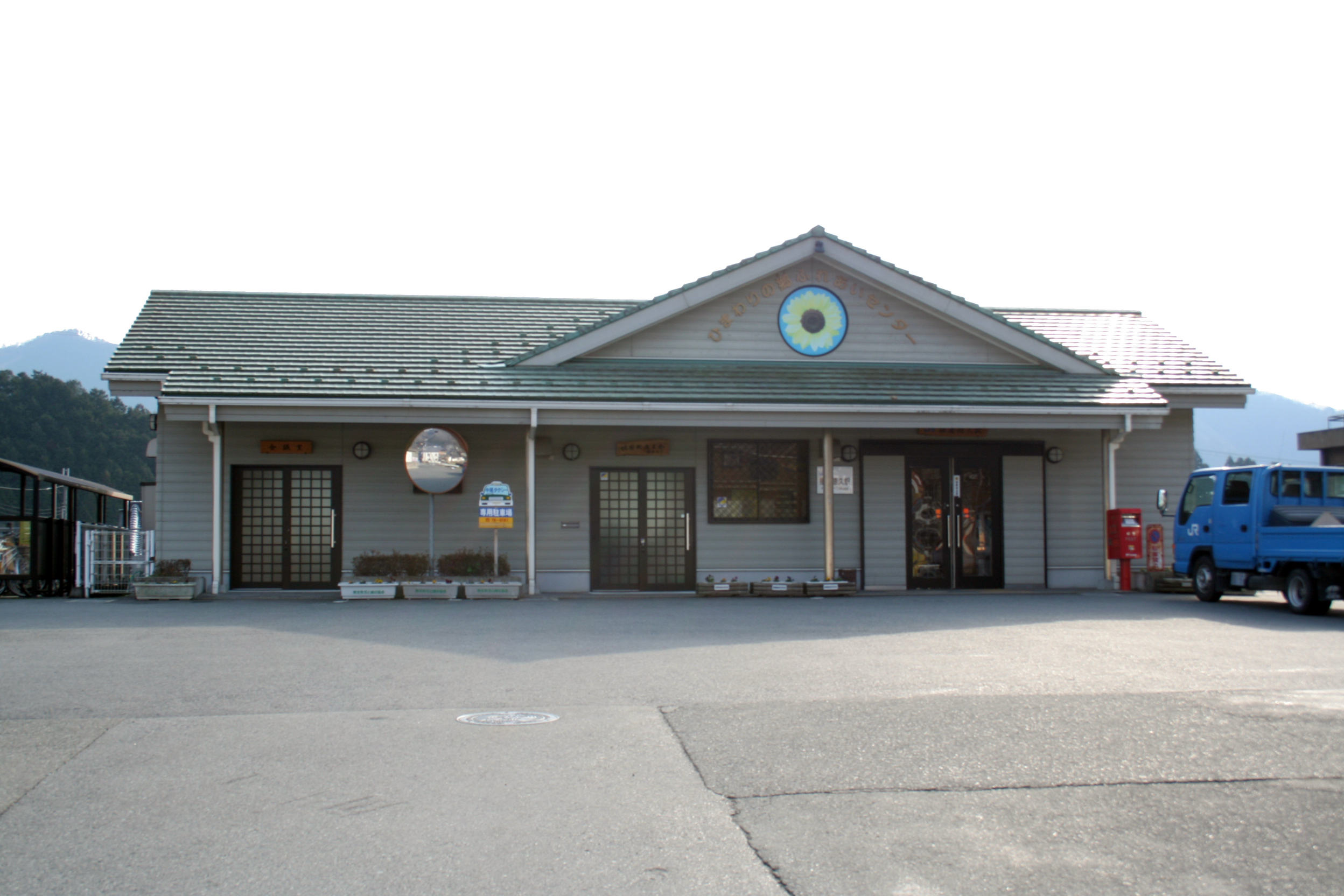
播磨德久車站
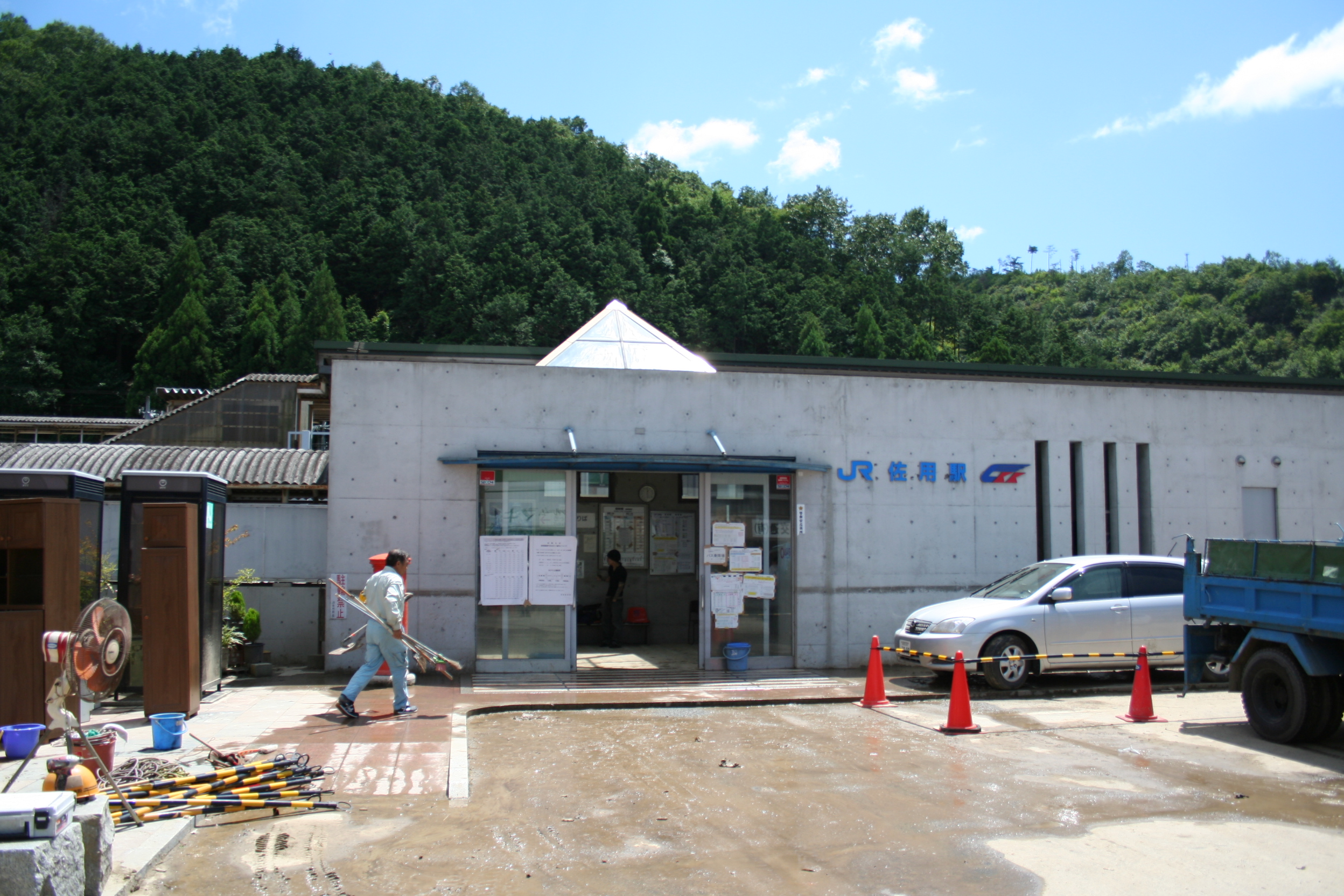
佐用車站
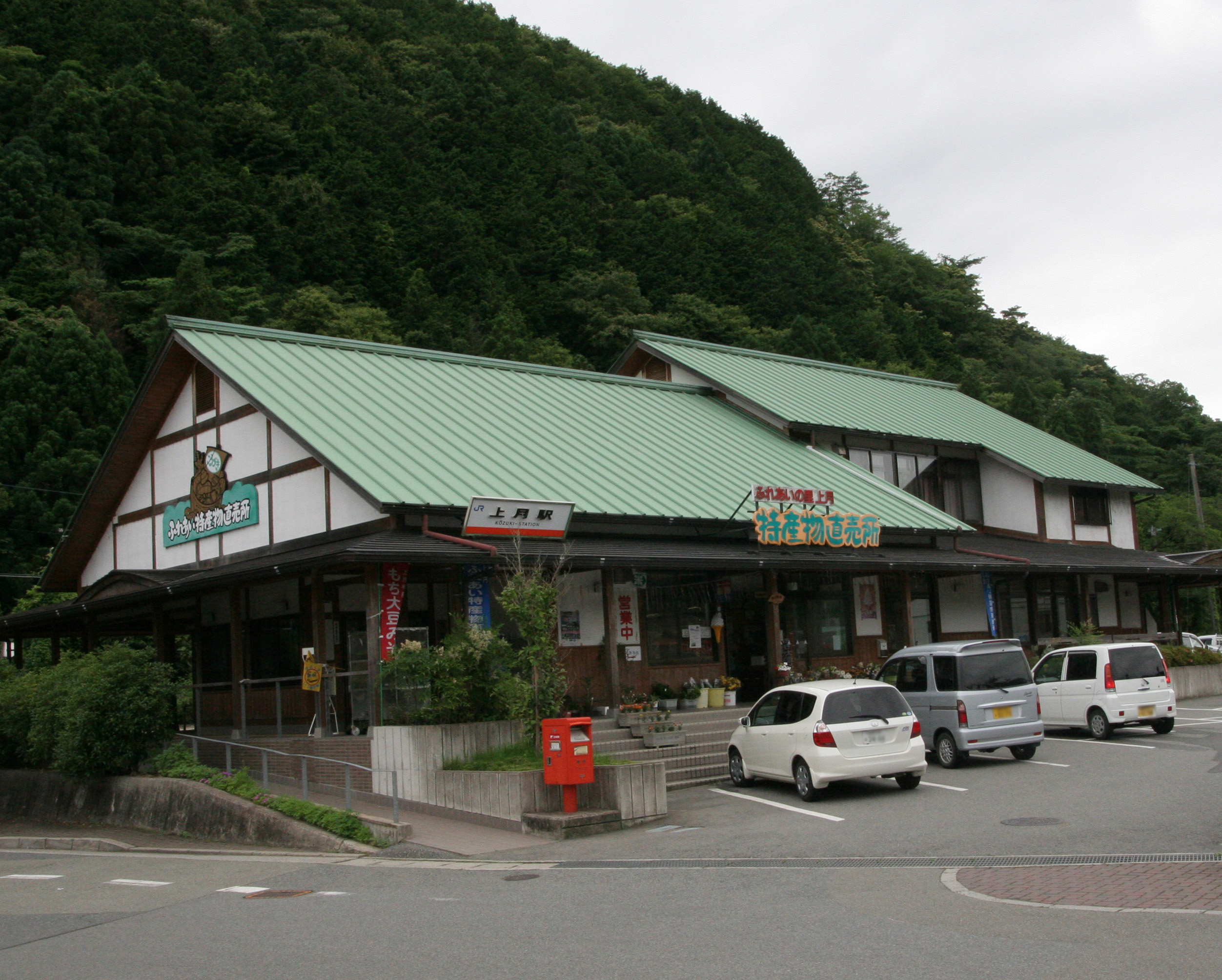
上月車站
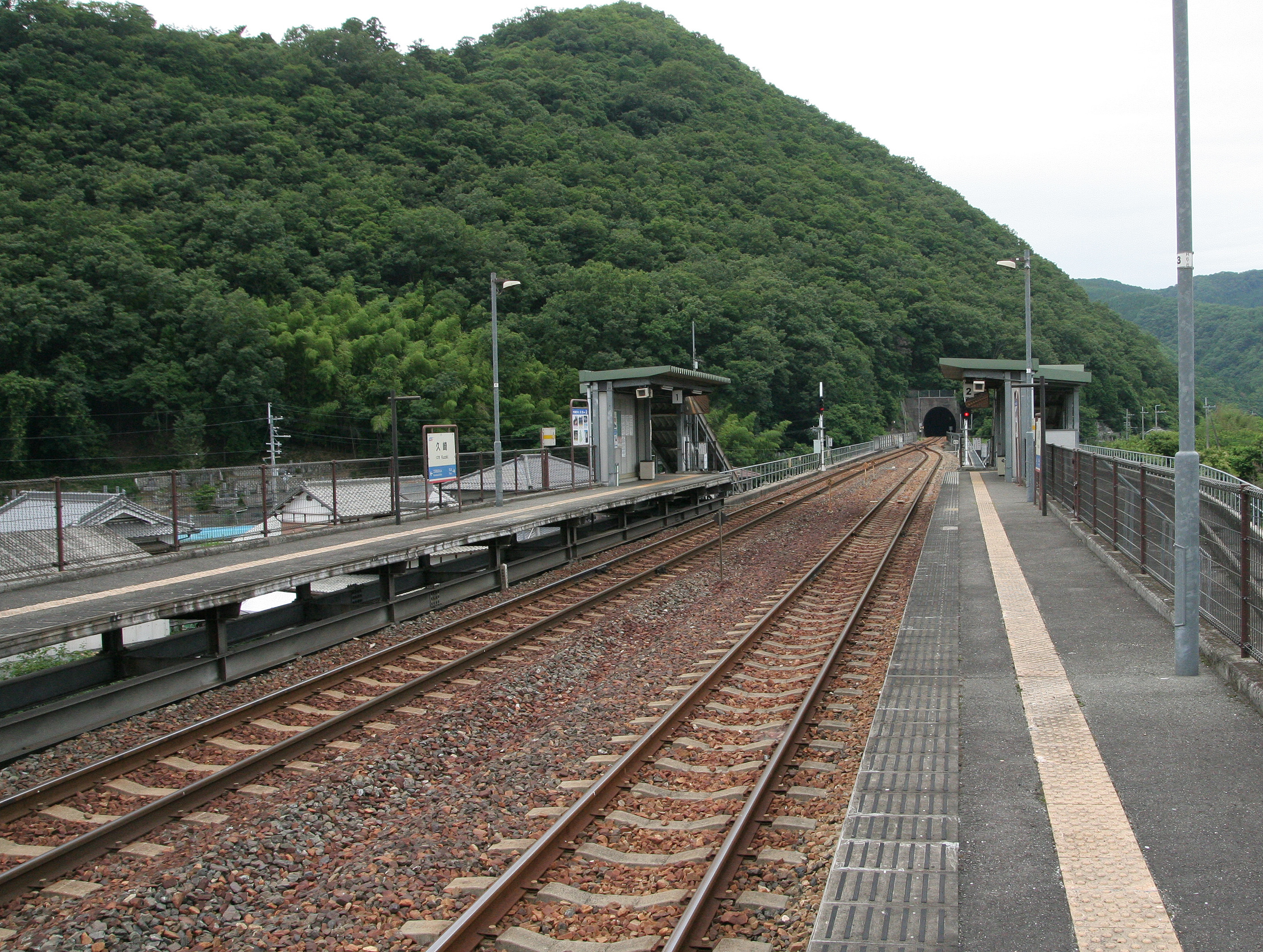
久崎車站
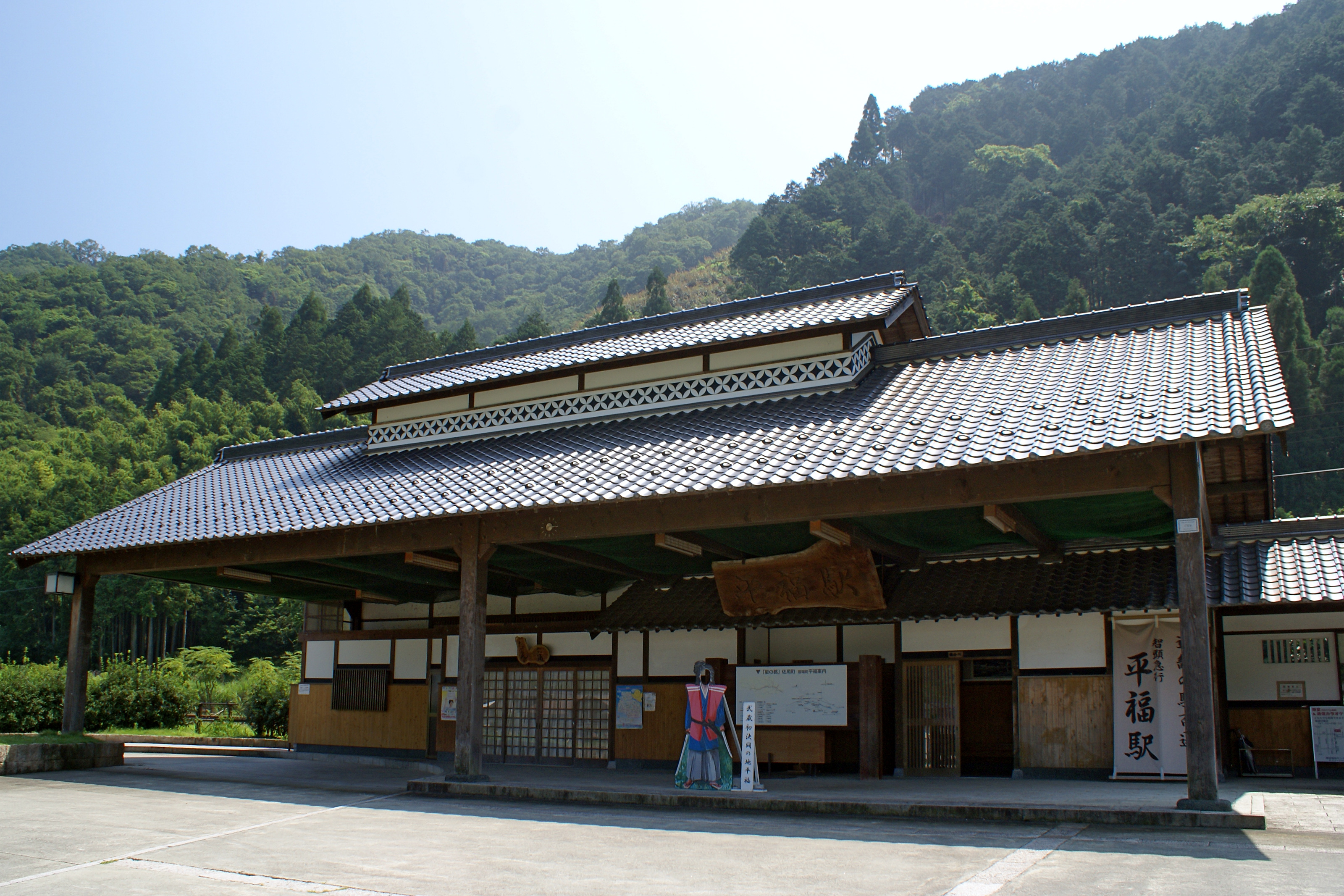
平福車站
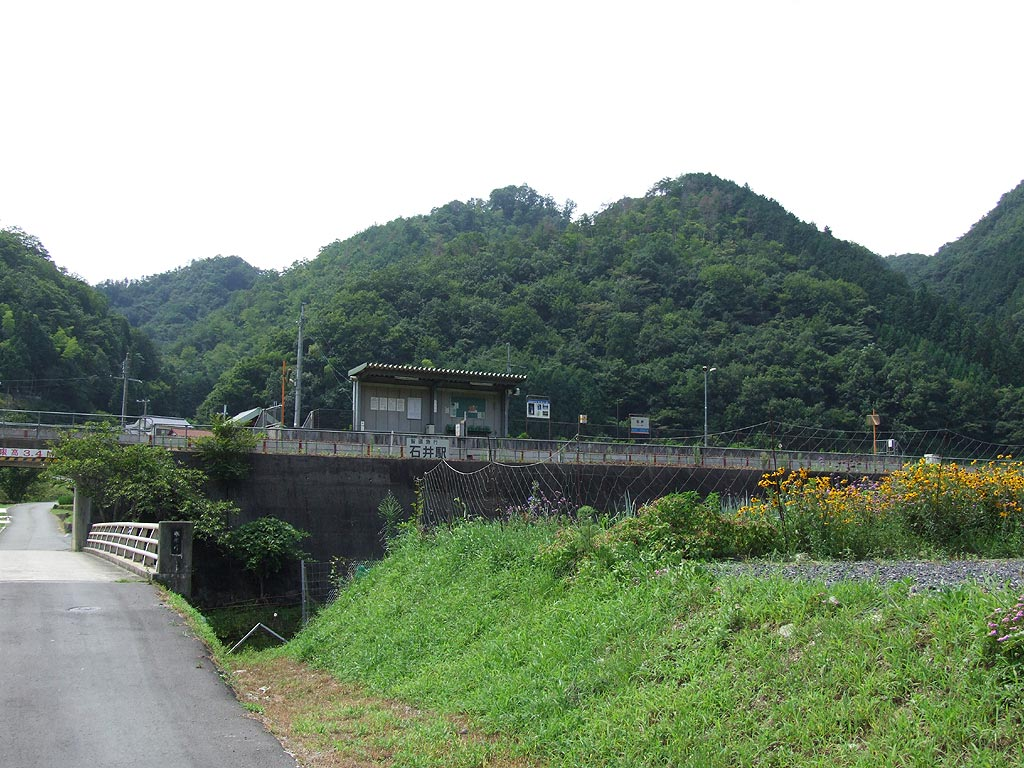
石井車站

### 道路
高速道路
- 中國自動車道：（宍粟市） - 佐用系統交流道 - 佐用交流道 - 上月休息區 - （美作市）
- 鳥取自動車道：佐用系統交流道 - 佐用平福交流道 - （美作市）

一般國道
- 國道179號（日语：国道179号）、國道373號（日语：国道373号）

## 觀光資源

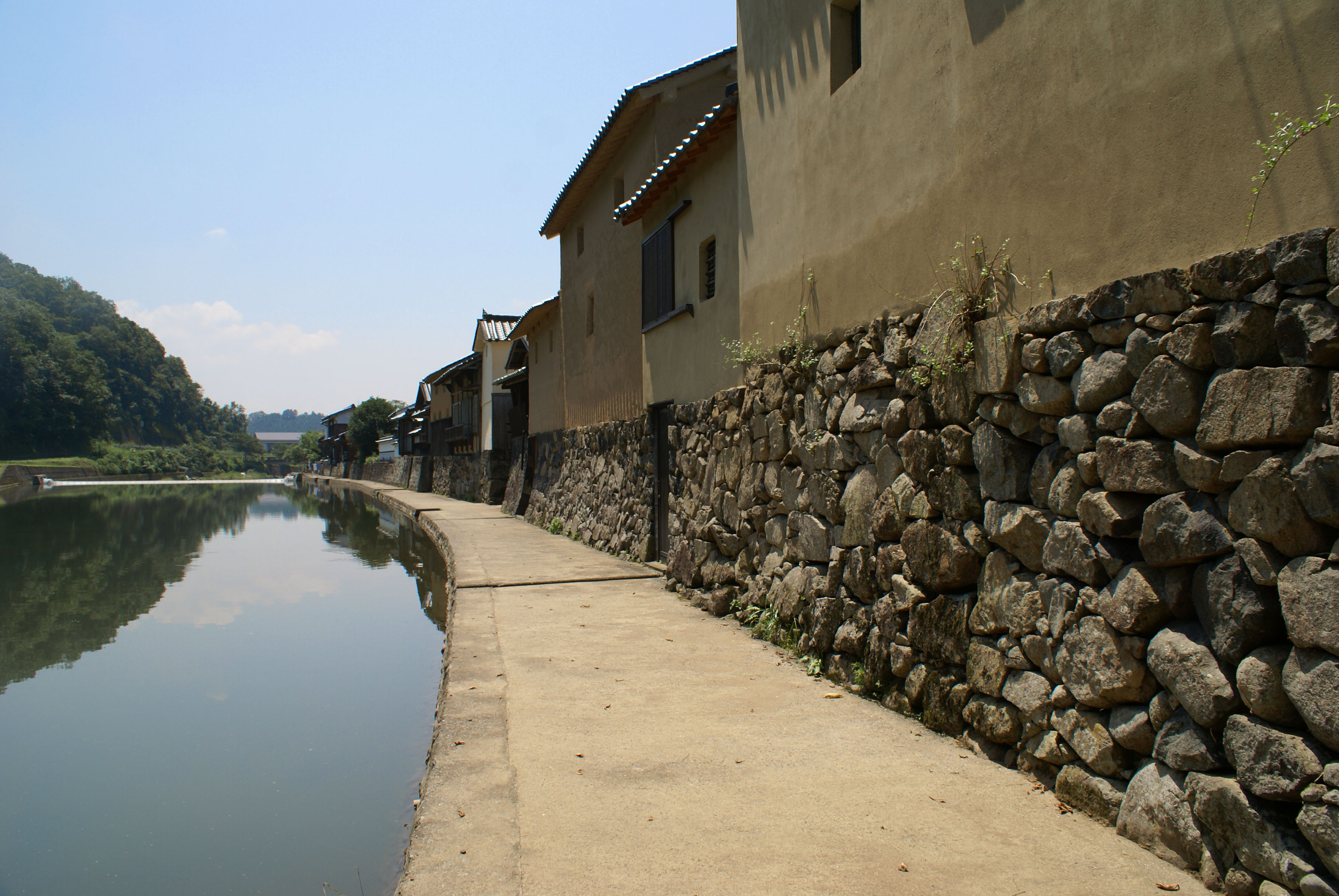
平福景色

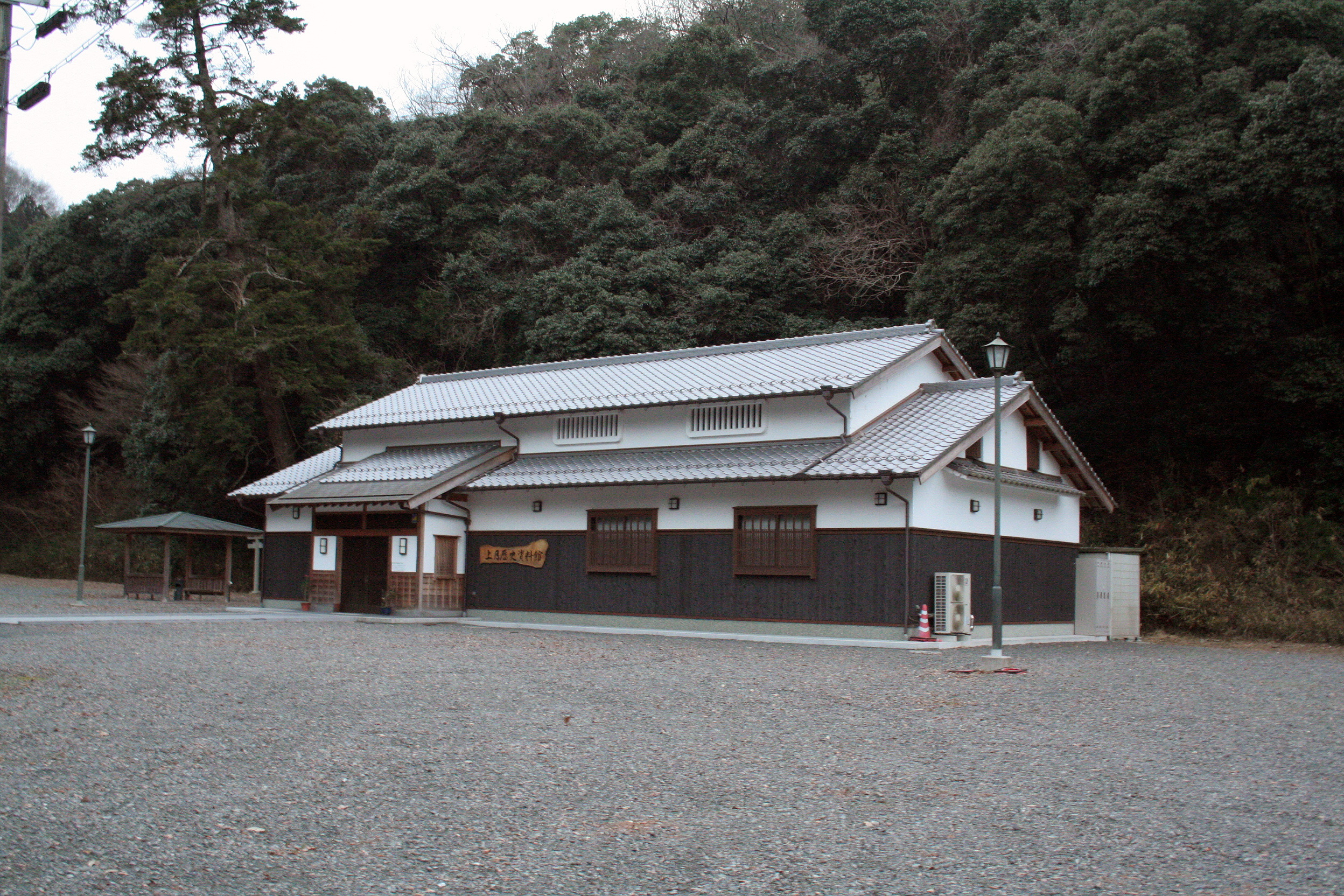
位於太平山山麓的上月歴史資料館

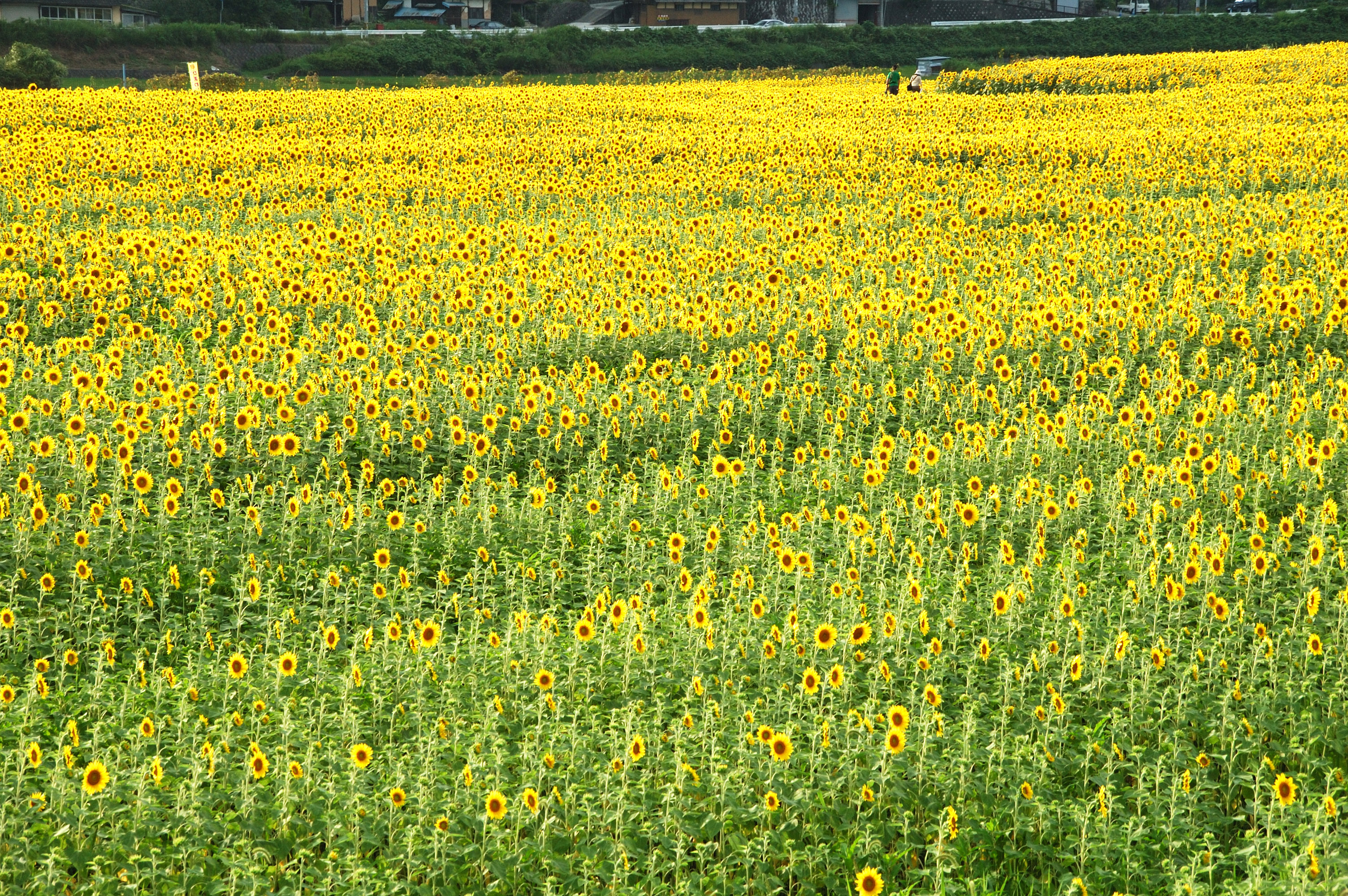
佐用町南光向日葵祭

- 平福（日语：平福）：舊因幡街道（日语：因幡街道）的宿場。
  - 舊田住家住宅（日语：旧田住家住宅）
- 南光坊瑠璃寺（日语：瑠璃寺 (佐用町)）：建於728年的寺廟。
- 佐用城（日语：佐用城）遺跡
- 上月城遺跡
- 利神城（日语：利神城）遺跡
- 三日月藩陣屋
- 兵庫縣立西播磨天文台公園（日语：兵庫県立西はりま天文台公園）
- 南光巷日葵田（日语：南光ヒマワリ畑）
- 安倍晴明塚及道摩法師塚

## 本地出身之名人
- 河本大作：昭和時代日本陸軍上校，關東軍參謀，皇姑屯事件主謀。
- 谷本賢一郎（日语：谷本賢一郎）：藝人、歌手

## 外部連結
- （日語） 佐用町觀光協會（页面存档备份，存于）
- （日語） 感動佐用町!的Facebook專頁